# Monergisme
En la teologia protestant el monergisme és la teoria segons la qual l'Esperit Sant és l'únic agent eficient en la regeneració (l'acte pel qual Déu, a través de l'Esperit Sant, infon vitalitat espiritual en l'ànima d'una persona, que li prepara per a una nova creació), ja que la voluntat humana no té inclinació cap a la santedat fins que ha estat regenerada i, per tant, no pot cooperar en la regeneració.
La posició contrària seria la del sinergisme, segons la qual Déu i els individus cooperen per obtenir la salvació.